# Elecciones generales de Puerto Rico de 2008
Las elecciones generales de Puerto Rico se celebraron el 4 de noviembre de 2008.

## Resultados[1]
- Luis Fortuño, del Partido Nuevo Progresista, fue elegido Gobernador de Puerto Rico.

### Gobernador
| Candidato | Candidato           | Partido       | Votos     | Porcentaje |
| --------- | ------------------- | ------------- | --------- | ---------- |
|           | Aníbal Acevedo Vilá | PPD           | 801,071   | 41.3%      |
|           | Luis Fortuño        | PNP           | 1,025,965 | 52.78%     |
|           | Rogelio Figueroa    | PPR           | 53,693    | 2,8%       |
|           | Edwin Irizarry Mora | PIP           | 39,590    | 2,0%       |
|           | Pedro Rosselló      | PNP. Write In | 13.215    | 0,63%      |

### Comisionado Residente
| Candidato | Candidato                | Partido | Votos     | Porcentaje |
| --------- | ------------------------ | ------- | --------- | ---------- |
|           | Pedro Pierluisi          | PNP     | 1.010.304 | 52,72%     |
|           | Alfredo Salazar Conde    | PPD     | 810.111   | 42,27%     |
|           | Carlos Alberto Velázquez | PPR     | 46.126    | 2,41%      |
|           | Jessica Martínez Birriel | PIP     | 37.865    | 1,98%      |
|           | Otros                    |         | 11.889    | 0,62%      |

### Senado
| Categoría       | PPD    | PNP    | PIP | PPR | total |
| --------------- | ------ | ------ | --- | --- | ----- |
| Por distrito    | 0      | 16     | 0   | 0   | 16    |
| Por acumulación | 5      | 6      | 0   | 0   | 11    |
| Total           | 5      | 22     | 0   | 0   | 27    |
| Porcentaje      | 18,51% | 81,48% | 0%  | 0%  | 100%  |

#### Cámara de Representantes
| Categoría       | PPD    | PNP    | PIP | PPR | total |
| --------------- | ------ | ------ | --- | --- | ----- |
| Por distrito    | 8      | 32     | 0   | 0   | 40    |
| Por acumulación | 5      | 6      | 0   | 0   | 11    |
| Total           | 13     | 38     | 0   | 0   | 51    |
| Porcentaje      | 25,49% | 74,50% | 0%  | 0%  |       |